# 厄塞爾數

波的特性

厄塞爾數（Ursell number）是流體動力學中的無量綱，表示流體層中長的表面重力波的非線性程度，得名自1953年發現此重要性的弗里茨·厄塞爾。
厄塞爾數是推導自史托克波，一個針對非線性週期波的摄动序列，在淺水的長波極限－其波長遠大於水深時，Ursell數U可以定義如下：
{\displaystyle U\,=\,{\frac {H}{h}}\left({\frac {\lambda }{h}}\right)^{2}\,=\,{\frac {H\,\lambda ^{2}}{h^{3}}},}
若不考慮常數3 / (32 π2)的話，上述公式就是自由表面提昇振幅中，二次項和一次項的比例，
有用到的參數有
- H：波高（英语：Wave height），也就是波峰和波谷之間的高度差。
- h：平均水深
- λ：波長，需遠大於深度，也就是λ ≫ h.

因此厄塞爾數U是相對波高H / h乘以相對波長的平方。
針對厄塞爾數小（U ≪ 32 π2 / 3 ≈ 100）的長波（λ ≫ h），可以用線性的波理論求解。否則（多半是通常）若針對比較長的波（λ > 7 h），需使用像KdV方程或博欣内斯克方程等非線性的理論。此參數（經過不同的正規化）已由乔治·斯托克斯寫在他1847年的表面重力波論文中。

## 腳註
1. ↑  Ursell, F. . Proceedings of the Cambridge Philosophical Society. 1953, 49 (4): 685–694. Bibcode:1953PCPS...49..685U. doi:10.1017/S0305004100028887.
2. ↑  Dingemans (1997), Part 1, §2.8.1, pp. 182–184.
3. ↑  This factor is due to the neglected constant in the amplitude ratio of the second-order to first-order terms in the Stokes' wave expansion. See Dingemans (1997), p. 179 & 182.
4. ↑  Dingemans (1997), Part 2, pp. 473 & 516.
5. ↑  Stokes, G. G. . Transactions of the Cambridge Philosophical Society. 1847, 8: 441–455.
Reprinted in: Stokes, G. G. . Cambridge University Press. 1880: 197–229.